# 杉浦玄任
杉浦 玄任（すぎうら げんにん/すぎうら げんとう、生年不詳 - 天正3年（1575年））は、日本の戦国期の武将。官位は壱岐守であり、杉浦壱岐守、壱岐法橋ともいう。子に杉浦又五郎。越前大野城主、亥山城主。

## 生涯
法橋。本願寺坊官であり、加賀一向一揆の大将の一人。
永禄10年（1567年）、下間頼総を大将とした加賀一向一揆の越前侵攻に参加して朝倉義景と戦い、戦後足利義昭の仲裁で朝倉氏と本願寺の間で和睦が結ばれた時には一揆方の人質として玄任の嫡子である又五郎の身柄が一時越前に預けられた。元亀元年（1570年）には織田信長が顕如に突き付けた石山本願寺明け渡しの書状に対して猛烈に反発し、抗戦を促した主戦派として『石山軍記』では名が挙がっている。
元亀2年（1571年）4月28日、甲斐の武田勝頼から書状で、加賀・越中の一向一揆に動員をかけて、全力で上杉謙信の越中進出を食い止めるよう要請される。
元亀3年（1572年）5月、加賀一向一揆を率いて越中へ進み、椎名康胤や越中一向一揆と合流して、連合軍の総大将として上杉軍と戦い、各地で勝利を収めた。同年8月、上杉謙信が上杉本隊を率いて戦場に着陣すると次第に劣勢となり、金沢御坊へ援軍派遣を要請した。しかし9月初旬の尻垂坂の戦いで大敗し、富山城を守り切れずに逃走した。
天正元年（1573年）8月には、加賀へ攻め込む勢いの謙信に対し、加賀・越中国境付近の朝日山城において迎撃し、大量の鉄砲による一斉射撃などで上杉軍に損害を与え、これを撃退した。
天正2年（1574年）2月、内乱状態に陥った越前における一揆軍の大将となり、金津に着陣。越前一向一揆は総勢2万余に膨れ上がった。玄任は一揆軍を率いて織田家臣溝江長逸、富樫泰俊らを討つ。越前全域を門徒が支配すると、本願寺から大野郡司に任命され、亥山城（別称・土橋城）を居城とした。4月、土橋信鏡を滅ぼす。
天正3年（1575年）、織田信長の部将、金森長近、原政茂が美濃の各峠口から越前に攻め入ってきたため、大野郡司となっていた玄任は一揆軍を率いて鉢伏山城に入り、これを迎え撃った。しかし信長の大軍の前に裏切りや逃亡者が相次ぎ大敗。玄任はここで敗死したとも加賀帰国後に責任を取らされ金沢御坊で処断されたとも言われる。

## 本願清水
玄任が亥山城主となった時、織田軍との戦いに備えてこの城を堀で囲おうと考え、門徒を動員して城近くの湧水池を掘り下げて水を引き、豊富な水量を誇るこの湧水は「本願清水（ほんがんしょうず）」と呼ばれるようになったという（『大野市史』）。一向一揆壊滅後に新たに大野の支配者となった金森長近の整備によって治水工事が行われ生活用水などにも広く用いられるようになり、大野の住民の生活を潤した。
現在は淡水型イトヨ生息地の南限として国の天然記念物の指定を受けており、水源地周辺は「本願清水イトヨの里」として開発されている。

## 関連作品
- 赤神諒『仁王の本願』（KADOKAWA、2021年12月22日）（玄任を主人公とした小説）